# BoomBox
BoomBox (en ucraïnès: БумБокс, romanització: Bumboks) és una banda de Funk, Reggae i Hip hop ucraïnesa formada el 2004 pel cantant Andriy Jlyvnyuk i Andriy «Fly» Samoylo tots dos especialitzats en la guitarra. A l'abril de 2005, la banda va editar el seu primer àlbum, que van gravar en tan sols 19 hores. Al llarg de la seva carrera, la banda ha editat reeixits àlbums i els seus vídeos musicals han aconseguit assolir en conjunt més de 100 milions de reproduccions a YouTube, entre altres fites.
Les seves cançons són predominantment en ucraïnès, però les cançons en rus i anglès també apareixen en els seus àlbums i senzills. Han tocat en diverses ciutats de tot el país, incloses: Lviv, Odessa, Kovel, Úzhhorod, i recentment a Kíiv a principis de 2022. La banda també s'ha presentat en escenaris a nivell internacional, incloent gran part d'Europa, els Estats Units i el Canadà.
Des de l'annexió russa de Crimea el 2014, la banda va deixar d'actuar a Rússia, sent un dels pocs artistes ucraïnesos a fer-ho. Després de l'inici de la invasió russa d'Ucraïna del 2022, el cantant principal Andriy Khlyvnyuk es va convertir en una de les moltes celebritats ucraïneses que s'ha unit a la lluita contra Rússia.

## Discografia
- Меломанія (Melomania) (2005)
- Family Бізнес (Family Business) (2006)
- III (2008)
- Всё включено (All included) (2010)
- Середній Вiк (Middle Age) (2011)
- Термінал Б (Terminal B) (2013)
- Голий Король (Naked King) (2017)
- Таємний код. Рубікон, Частина 1 (2019)
- Таємний код Рубікон, Ч. 2 (2019)